# مریم‌گلی هندی
مریم‌گلی هندی (نام علمی: Salvia indica) نام یک گونه از سرده مریم‌گلی است.